# کیرش-له-زیرک
کیرش-له-زیرک (به فرانسوی: Kirsch-lès-Sierck) یک کمون در فرانسه است که در Canton of Sierck-les-Bains واقع شده‌است.

## خصوصیات
کیرش-له-زیرک ۸٫۸۵ کیلومترمربع مساحت و ۲۱۴ نفر جمعیت دارد و ۳۷۰ متر بالاتر از سطح دریا واقع شده‌است.